# Kleito
Kleito (altgriechisch Κλειτώ Kleitṓ) ist nach dem Atlantis-Bericht des Platon die Mutter der ersten Könige von Atlantis.
Ihre Eltern Euenor und Leukippe waren ursprüngliche Einwohner der Insel Atlantis und bewohnten dort einen niedrigen Berg in der Mitte der Insel. Kleito war ihre einzige Tochter. Als sie in das heiratsfähige Alter kam, starben ihre Eltern. Poseidon, der Gott des Meeres in der griechischen Mythologie, aber fand großen Gefallen an der Verwaisten und formte den Berg, auf dem sie wohnte, um, sodass abwechselnd Wasser und Land das Zentrum umgaben, das so zu einer uneinnehmbaren Festung wurde. Kleito gebar nun ihrem Geliebten fünf Zwillingspaare. Kleitos Kinder mit Poseidon hießen:
- Atlas (Ἄτλας) und Gadeiros (Γάδειρος), auf Griechisch Eumelos (Εὔμηλος),
- Ampheres (Ἀμφήρης „Umgürteter“) und Euaimon (Εὐαίμων),
- Mneseas (Μνησέας) und Autochthon (Αὐτόχθων „Erdentsprossener“),
- Elasippos (Ἐλάσιππος „Rosslenker“) und Mestor (Μήστωρ),
- Azaës (Ἀζάης) und Diaprepes (Διαπρέπης).

Atlas, der Erstgeborene, wurde als König über seine Brüder eingesetzt. Nach ihm wurde die Insel Atlantis benannt und – nach Platon – auch der Atlantische Ozean.
Zu den angegebenen Namen der Zwillingskönige bemerkt Platon, man solle sich nicht verwundern, wenn diese Namen ganz griechisch wirkten, es hätte nämlich Solon, der mit der Legende von Atlantis in Ägypten bekannt wurde, die dort gehörten Namen ihrer Bedeutung gemäß in das Griechische übersetzt. Nur bei Gadeiros wird ausdrücklich gesagt, dass es sich um einen Namen nach der Landessprache handele. Da das antike Gadir/Gadeira, das heutige Cádiz, eine alte phönizische Gründung, wie das Atlantis Platons jenseits der Säulen des Herakles, also der Meerenge von Gibraltar gelegen war, bot diese Namensentsprechung fruchtbaren Boden für weitgehende Spekulationen hinsichtlich der realen Existenz von Platons Atlantis.

## Quelle
- Platon, Kritias 113a-114c; 116c